# Liste der Countys in South Carolina
Der US-Bundesstaat South Carolina ist in 46 Countys unterteilt, der gesetzlich zulässigen Höchstzahl, deren Größe zwischen 932 km² im McCormick County und 2.937 km² im Horry County liegt. Der bevölkerungsärmste County ist Allendale County mit nur 8.039 Einwohnern, während der bevölkerungsreichste Bezirk Greenville County mit 525.534 Einwohnern ist, obwohl die bevölkerungsreichste Stadt des Staates, Charleston, in Charleston County liegt.
Die offizielle Abkürzung von South Carolina lautet SC, der FIPS-Code ist 45.
Der FIPS-Code jedes einzelnen Countys beginnt also stets mit 45, an die für jedes County jeweils eine dreistellige Zahl angehängt wird.
Die Angaben für die Einwohnerzahl entsprechen den Ergebnissen der Volkszählung im Jahr 2020.

## Liste der Countys
| County       | FIPS-Code | County Seat   | Gründung | Ursprung                                              | Namensherkunft | Einwohner 2020 | Fläche    | Karte |
| ------------ | --------- | ------------- | -------- | ----------------------------------------------------- | --- | -------------- | --------- | ----- |
| Abbeville    | 001       | Abbeville     | 1785     | Ninety-Six District                                   | Ort Abbeville in Frankreich | 24.295         | 1.316 km² |       |
| Aiken        | 003       | Aiken         | 1871     | Barnwell, Edgefield, Lexington und Orangeburg County  | William Aiken, Gründer der South Carolina Canal and Railroad Company                                                                                            | 168.808        | 2.779 km² |       |
| Allendale    | 005       | Allendale     | 1919     | Barnwell und Hampton County                           | P.H. Allen, erster Postmeister des neuen Bezirks | 8.039          | 1.057 km² |       |
| Anderson     | 007       | Anderson      | 1826     | Pendelton District                                    | Robert Anderson, Offizier im Amerikanischen Unabhängigkeitskrieg                                                                                                | 203.718        | 1.860 km² |       |
| Bamberg      | 009       | Bamberg       | 1897     | Barnwell County                                       | Francis Marion Bamberg (1838–1905), General der Konföderation im Amerikanischen Bürgerkrieg                                                                     | 13.311         | 1.018 km² |       |
| Barnwell     | 011       | Barnwell      | 1798     | Orangeburg County                                     | John Barnwell, Senator von South Carolina und Kriegsgefangener während der Amerikanischen Revolution                                                            | 20.589         | 1.419 km² |       |
| Beaufort     | 013       | Beaufort      | 1769     | Beaufort District                                     | Henry Somerset, 1. Duke of Beaufort, kolonialer Großgrundbesitzer                                                                                               | 187.117        | 1.520 km² |       |
| Berkeley     | 015       | Moncks Corner | 1882     | Charleston County                                     | William Berkeley, kolonialer Gouverneur und Landbesitzer | 229.861        | 2.844 km² |       |
| Calhoun      | 017       | St. Matthews  | 1908     | Lexington und Orangeburg County                       | John C. Calhoun, US-Senator aus South Carolina und Verfechter der Rechte der Bundesstaaten                                                                      | 14.119         | 984 km²   |       |
| Charleston   | 019       | Charleston    | 1769     | Charleston District                                   | König Charles II von England | 408.235        | 2.380 km² |       |
| Cherokee     | 021       | Gaffney       | 1897     | Spartanburg, Union und York County                    | Amerikanische Ureinwohner der Cherokee | 56.216         | 1.018 km² |       |
| Chester      | 023       | Chester       | 1785     | Camden District                                       | Ort Chester (Pennsylvania) | 32.294         | 1.505 km² |       |
| Chesterfield | 025       | Chesterfield  | 1798     | Cheraws District                                      | Philip Dormer Stanhope, 4. Earl of Chesterfield, ein Gelehrter der Aufklärungszeit, Regierungsbeamter und Mitglied des britischen Oberhauses                    | 43.273         | 2.069 km² |       |
| Clarendon    | 027       | Manning       | 1855     | Sumter County                                         | Edward Hyde, 1. Earl of Clarendon, kolonialer Großgrundbesitzer                                                                                                 | 31.144         | 1.572 km² |       |
| Colleton     | 029       | Walterboro    | 1800     | Charleston County                                     | John Colleton, kolonialer Großgrundbesitzer | 38.604         | 2.735 km² |       |
| Darlington   | 031       | Darlington    | 1785     | Cheraws District                                      | Ort Darlington in England | 62.905         | 1.453 km² |       |
| Dillon       | 033       | Dillon        | 1910     | Marion County                                         | J.W. Dillon (1826–1913), Gründer der Wilson Short Cut Railroad                                                                                                  | 28.292         | 1.049 km² |       |
| Dorchester   | 035       | St. George    | 1868     | Berkeley und Colleton County                          | Ort Dorchester (Boston) | 161.540        | 1.489 km² |       |
| Edgefield    | 037       | Edgefield     | 1785     | Ninety-Six District                                   | Umstritten | 25.657         | 1.300 km² |       |
| Fairfield    | 039       | Winnsboro     | 1785     | Camden District                                       | Die von Kolonialgouverneur Charles Cornwallis beschriebenen „fair fields“ des Countys.                                                                          | 20.948         | 1.779 km² |       |
| Florence     | 041       | Florence      | 1888     | Clarendon, Darlington, Marion und Williamsburg County | Florence Harllee (1848–1927), Tochter des Gründers der Wilmington and Manchester Railroad, W. W. Harllee                                                        | 137.059        | 2.072 km² |       |
| Georgetown   | 043       | Georgetown    | 1769     | Georgetown District                                   | König Georg II. (Großbritannien) | 63.404         | 2.111 km² |       |
| Greenville   | 045       | Greenville    | 1786     | Washington District                                   | Nathanael Greene, General im Amerikanischen Unabhängigkeitskrieg                                                                                                | 525.534        | 2.046 km² |       |
| Greenwood    | 047       | Greenwood     | 1897     | Abbeville und Edgefield County                        | Greenwood Plantation, im Besitz von John McGee, dem größten Landbesitzer des Countys                                                                            | 69.351         | 1.181 km² |       |
| Hampton      | 049       | Hampton       | 1787     | Beaufort County                                       | Wade Hampton, Kongressabgeordneter aus South Carolina | 18.561         | 1.450 km² |       |
| Horry        | 051       | Conway        | 1801     | Georgetown County                                     | Peter Horry, Offizier im Amerikanischen Unabhängigkeitskrieg | 351.029        | 2.937 km² |       |
| Jasper       | 053       | Ridgeland     | 1912     | Beaufort und Hampton County                           | William Jasper, Offizier im Amerikanischen Unabhängigkeitskrieg                                                                                                 | 28.791         | 1.699 km² |       |
| Kershaw      | 055       | Camden        | 1798     | Claremont, Fairfield, Lancaster und Richland County   | Joseph Kershaw, einer der ersten Siedler in der Region | 65.403         | 1.880 km² |       |
| Lancaster    | 057       | Lancaster     | 1798     | Camden District                                       | Ort Lancaster (Lancashire) in England | 96.016         | 1.422 km² |       |
| Laurens      | 059       | Laurens       | 1785     | Ninety-Six District                                   | Henry Laurens, Präsident des Zweiten Kontinentalkongress und Kriegsgefangener im Amerikanischen Unabhängigkeitskrieg                                            | 96.016         | 1.852 km² |       |
| Lee          | 061       | Bishopville   | 1902     | Darlington, Kershaw und Sumter County                 | Robert Edward Lee, General der Konföderation im Amerikanischen Bürgerkrieg                                                                                      | 16.531         | 1.062 km² |       |
| Lexington    | 063       | Lexington     | 1804     | Orangeburg County                                     | Schlacht von Lexington, Eröffnungsscharmützel im Amerikanischen Unabhängigkeitskrieg                                                                            | 293.991        | 1.810 km² |       |
| Marion       | 067       | Marion        | 1800     | Georgetown County                                     | Francis Marion, General im Amerikanischen Unabhängigkeitskrieg                                                                                                  | 29.183         | 1.267 km² |       |
| Marlboro     | 069       | Bennettsville | 1785     | Cheraws District                                      | John Churchill, 1. Duke of Marlborough, englischer General | 26.667         | 1.243 km² |       |
| McCormick    | 065       | McCormick     | 1914     | Abbeville, Edgefield und Greenwood County             | Cyrus McCormick, Erfinder von Landmaschinen | 9.526          | 932 km²   |       |
| Newberry     | 071       | Newberry      | 1785     | Ninety-Six District                                   | Umstritten | 37.719         | 1.634 km² |       |
| Oconee       | 073       | Walhalla      | 1868     | Pickens                                               | Amerikanische Ureinwohner der Oconee | 78.607         | 1.619 km² |       |
| Orangeburg   | 075       | Orangeburg    | 1769     | Orangeburg District                                   | Prinz Wilhelm V. (Oranien) | 84.223         | 2.865 km² |       |
| Pickens      | 077       | Pickens       | 1826     | Pendelton District                                    | Andrew Pickens, Gouverneur von South Carolina | 131.404        | 1.287 km² |       |
| Richland     | 079       | Columbia      | 1799     | Camden District                                       | Der reiche Boden („rich soil“) des Countys. | 416.147        | 1.958 km² |       |
| Saluda       | 081       | Saluda        | 1896     | Edgefield County                                      | Saluda River | 18.862         | 1.171 km² |       |
| Spartanburg  | 083       | Spartanburg   | 1785     | Ninety-Six District                                   | „Spartanisches Regiment“ der staatlichen Miliz, das die entscheidende Kraft für den Sieg in der Schlacht von Cowpens im Amerikanischen Unabhängigkeitskrieg war | 327.997        | 2.100 km² |       |
| Sumter       | 085       | Sumter        | 1798     | Claremont, Clarendon und Salem County                 | Thomas Sumter, General im Amerikanischen Unabhängigkeitskrieg und US-Senator aus South Carolina                                                                 | 105.556        | 1.722 km² |       |
| Union        | 087       | Union         | 1798     | Ninety-Six District                                   | Union Church, das erste christliche Gotteshaus in der Gegend | 27.244         | 1.331 km² |       |
| Williamsburg | 089       | Kingstree     | 1802     | Georgetown District                                   | König Wilhelm III. (Oranien) | 31.026         | 2.419 km² |       |
| York         | 091       | York          | 1798     | Camden District                                       | Ort York County (Pennsylvania) | 282.090        | 1.766 km² |       |

## Geschichte
1682 bis 1686 gab es auf dem Gebiet von South Carolina 4 von den Lord Proprietor geschaffene Countys: Berkeley County, Colleton County, Craven County und Granville County. 1769 wurden daraus 7 Gerichtsbezirke (Beaufort District, Charleston District, Georgetown District, Cheraws District, Camden District, Ninty-Six District und Orangeburg District) von der kolonialen Generalversammlung von South Carolina geschaffen. Diese wiederum wurden ab 1785 nach dem Amerikanischen Unabhängigkeitskrieg in die heute existierenden Countys umgewandelt.